# Le Fresne-sur-Loire
Le Fresne-sur-Loire est une ancienne commune de l'Ouest de la France, située auparavant dans le département de la Loire-Atlantique, en région Pays de la Loire et devenue commune de Maine-et-Loire le 31 décembre 2015.
Elle est transformée, le 1er janvier 2016, en commune déléguée de la commune nouvelle d’Ingrandes-Le Fresne sur Loire en fusionnant avec l'ancienne commune d'Ingrandes, située en Maine-et-Loire.
La commune fait partie de la Bretagne historique et du Pays nantais.

## Géographie

Situation de la commune du Fresne-sur-Loire dans le département de la Loire-Atlantique.

Le Fresne-sur-Loire est située sur la Loire, à la limite du département de Maine-et-Loire. Un ancien bras de la Loire, la Boire Torse, longe la cité.
Avant la création de la commune nouvelle d'Ingrandes-Le Fresne sur Loire dont elle constitue la partie ouest, ses communes limitrophes étaient Ingrandes (Maine-et-Loire), dont la rue Pierre-de-Bretagne constitue la limite, et dans la Loire-Atlantique, La Chapelle-Saint-Sauveur et Montrelais.
Selon le classement établi par l'Insee en 1999, Le Fresne-sur-Loire  était une commune rurale non polarisée (cf. Liste des communes de la Loire-Atlantique).
La Riottière est un hameau de la commune, situé sur la route départementale 723 (ex-RN 23).

## Toponymie
Le nom du Fresne-sur-Loire vient de fresne, issu du latin fraxinus signifiant « frêne ».
La localité appelée La Rue-du-Fresne se confond avec l'histoire de Montrelais dont elle n'est jusqu'au milieu du XIXe siècle qu'un simple village.

En 1903, un décret fait du village une commune à part entière qui prend le nom de Le Fresne-sur-Loire en 1910, par décret portant signature du président Fallières.
Le Fresne-sur-Loire possède un nom en gallo, la langue d'oïl locale : Le Fresnn (écriture ELG). La forme bretonne proposée par l'Office public de la langue bretonne est Runonn.

## Histoire
En 1789, la paroisse d'Ingrandes, angevine sur le plan temporel, nantaise sur le plan spirituel, comporte une rue située sur le territoire de la province de Bretagne, la rue du Fresne. Cette rue est rattachée à la commune de Montrelais et au département de la Loire-Inférieure lors de la réorganisation administrative de 1789-1790, contre le gré de ses habitants qui souhaitaient être rattachés à Ingrandes.
Le développement de la population concentrée à la limite d'Ingrandes amène en 1903 la création d'une commune nouvelle de la Loire-Inférieure par démembrement de celle de Montrelais.
La rue du Fresne, puis Le Fresne-sur-Loire, sont cependant restés attachés à la circonscription postale d'Ingrandes. Le code postal y est donc en « 49 », en l'occurrence 49123, et non pas en « 44 ».
Après plusieurs mois de négociations et des réunions publiques tenues en avril 2015, malgré les questions restées sans réponse et la contestation des Fresnois[réf. nécessaire], les conseillers municipaux élus par les habitants du Fresne-sur-Loire (par 7 voix pour, 5 contre et 2 nulles) et ceux élus par les habitants d'Ingrandes (par 18 voix pour et 1 nulle) conviennent de fusionner les deux communes, pour former une commune nouvelle appelée Ingrandes-Le Fresne sur Loire. Cette fusion est faite afin de pallier la baisse programmée des dotations globales de fonctionnement versée par l'État durant les prochaines années[réf. nécessaire]. La création de la nouvelle commune rattachée au département de Maine-et-Loire devient effective le 1er janvier 2016,,, entraînant la transformation de l'ancienne commune du Fresne-sur-Loire en « commune déléguée » de la nouvelle entité (Ingrandes devenu chef-lieu de la commune nouvelle a renoncé à cette faculté). Le changement de département préalable à la fusion entre les deux communes est officialisé par décret no 2015-1751 du 23 décembre 2015.
Les circonscriptions électorales n'ayant pas changé, les Fresnois votent encore dans la sixième circonscription de la Loire-Atlantique aux législatives de 2022.

## Politique et administration

### Administration actuelle
Depuis le 1er janvier 2016, Le Fresne-sur-Loire constitue une commune déléguée au sein de la commune nouvelle de Ingrandes-Le Fresne sur Loire et dispose d'un maire délégué.
| Période      | Période      | Identité      | Étiquette | Qualité |
| ------------ | ------------ | ------------- | --------- | ------- |
| janvier 2016 | juillet 2020 | Michel Vallée |           |         |
| juillet 2020 | En cours     | Alain Tusseau |           |         |

### Administration ancienne
| Période                                  | Période          | Identité          | Étiquette   | Qualité                       |
| ---------------------------------------- | ---------------- | ----------------- | ----------- | ----------------------------- |
| Les données manquantes sont à compléter. |                  |                   |             |                               |
| 1919                                     |                  | Louis Malécot     | Républicain | Médecin                       |
| mars 1977                                | mars 1995        | Marcel Vitrac     |             | baliseur de Loire             |
| mars 1995                                | mars 2001        | Gérard de Belenet |             |                               |
| mars 2001                                | 31 décembre 2015 | Michel Vallée     |             | contrôleur technique bâtiment |

## Démographie

### Évolution démographique
La commune est créée en 1903, à partir de Montrelais.
L'évolution du nombre d'habitants est connue à travers les recensements de la population effectués dans la commune depuis 1906. Pour les communes de moins de 10 000 habitants, une enquête de recensement portant sur toute la population est réalisée tous les cinq ans, les populations de référence des années intermédiaires étant quant à elles estimées par interpolation ou extrapolation. Pour la commune, le premier recensement exhaustif entrant dans le cadre du nouveau dispositif a été réalisé en 2005.

En 2021, la commune comptait 991 habitants, en évolution de +1,54 % par rapport à 2015 (Maine-et-Loire : +2,12 %, France hors Mayotte : +2,11 %).
| 1906 | 1911 | 1921 | 1926 | 1931 | 1936 | 1946 | 1954 | 1962 |
| ---- | ---- | ---- | ---- | ---- | ---- | ---- | ---- | ---- |
| 772  | 724  | 660  | 680  | 696  | 706  | 687  | 649  | 632  |

| 1968 | 1975 | 1982 | 1990 | 1999 | 2005 | 2006 | 2010 | 2015 |
| ---- | ---- | ---- | ---- | ---- | ---- | ---- | ---- | ---- |
| 785  | 804  | 794  | 734  | 699  | 866  | 879  | 982  | 976  |

| 2020 | 2021 | - | - | - | - | - | - | - |
| ---- | ---- | - | - | - | - | - | - | - |
| 994  | 991  | - | - | - | - | - | - | - |

### Pyramide des âges
Les données suivantes concernent l'année 2013 (la plus récente pour laquelle l'Insee a pu analyser les données) ; Le Fresne est alors une commune du département de la Loire-Atlantique.
La population de la commune est relativement âgée. Le taux de personnes d'un âge supérieur à 60 ans (29,4 %) est en effet supérieur au taux national (22,6 %) et au taux départemental (22,5 %),,.
À l'instar des répartitions nationale et départementale, la population féminine de la commune est supérieure à la population masculine. Le taux (52,3 %) est du même ordre de grandeur que le taux national (51,6 %),,.
| Hommes | Classe d’âge | Femmes |
| ------ | ------------ | ------ |
| 1,7    | 90 ans ou +  | 8,7    |
| 8,6    | 75 à 89 ans  | 15,8   |
| 11,8   | 60 à 74 ans  | 11,6   |
| 18,9   | 45 à 59 ans  | 17,2   |
| 20,2   | 30 à 44 ans  | 18,0   |
| 12,4   | 15 à 29 ans  | 11,7   |
| 26,4   | 0 à 14 ans   | 17,0   |

| Hommes | Classe d’âge | Femmes |
| ------ | ------------ | ------ |
| 0,4    | 90 ans ou +  | 1,3    |
| 5,8    | 75 à 89 ans  | 9,1    |
| 13,5   | 60 à 74 ans  | 14,6   |
| 19,6   | 45 à 59 ans  | 19,2   |
| 20,8   | 30 à 44 ans  | 19,6   |
| 19,4   | 15 à 29 ans  | 17,7   |
| 20,5   | 0 à 14 ans   | 18,5   |

## Culture locale et patrimoine

### Lieux et monuments
- Château de la Fresnaye, 1878.
- Rue de la Pierre-de-Bretagne, située dans l'agglomération aux confins des provinces d'Anjou et de Bretagne. Une énorme pierre marquait à cet endroit la frontière de la Bretagne telle que fixée par le traité d'Angers en septembre 851 après la bataille de Jengland. La pierre est vendue en 1792, n'ayant plus d'utilité alors qu'allait naître la Première République « une et indivisible ». Cette vente est mentionnée dans le registre des délibérations du conseil municipal de Montrelais, à la date du 31 août 1792 : « [La réunion] tenue par Monsieur Martin, Maire, assistaient Mrs Jean Simon père, Vice-maire, Jacques Deslandes, Moreau, Reverrier fils, Bore officiers municipaux et Pierre Tourmeau l'aîné, procureur de la commune. A été procédé à la vente par adjudication de la ci-devant Pierre de Bretagne en conséquence de la publication qui en a été faite tant au bourg qu'à la rue du Fresne de cette paroisse le 24 de ce mois par le Sieur Perdriau notre greffier au son de la caisse. La dite pierre a été portée par M. Pierre Tourmeau l'aîné à 15 livres. Par Mathurin Auger, charpentier à 15 livres 10 sols et personne n'ayant enchéri l'adjudication a été faite audit Sieur Auger pour la dite somme de 15 livres 10 sols qu'il a remis de suite aux mains du Sieur J. Reverrier fils, l'un de nous, qui sera employée en pain, être distribuée aux pauvres de cette paroisse le dimanche 9 septembre prochain[22]. ».

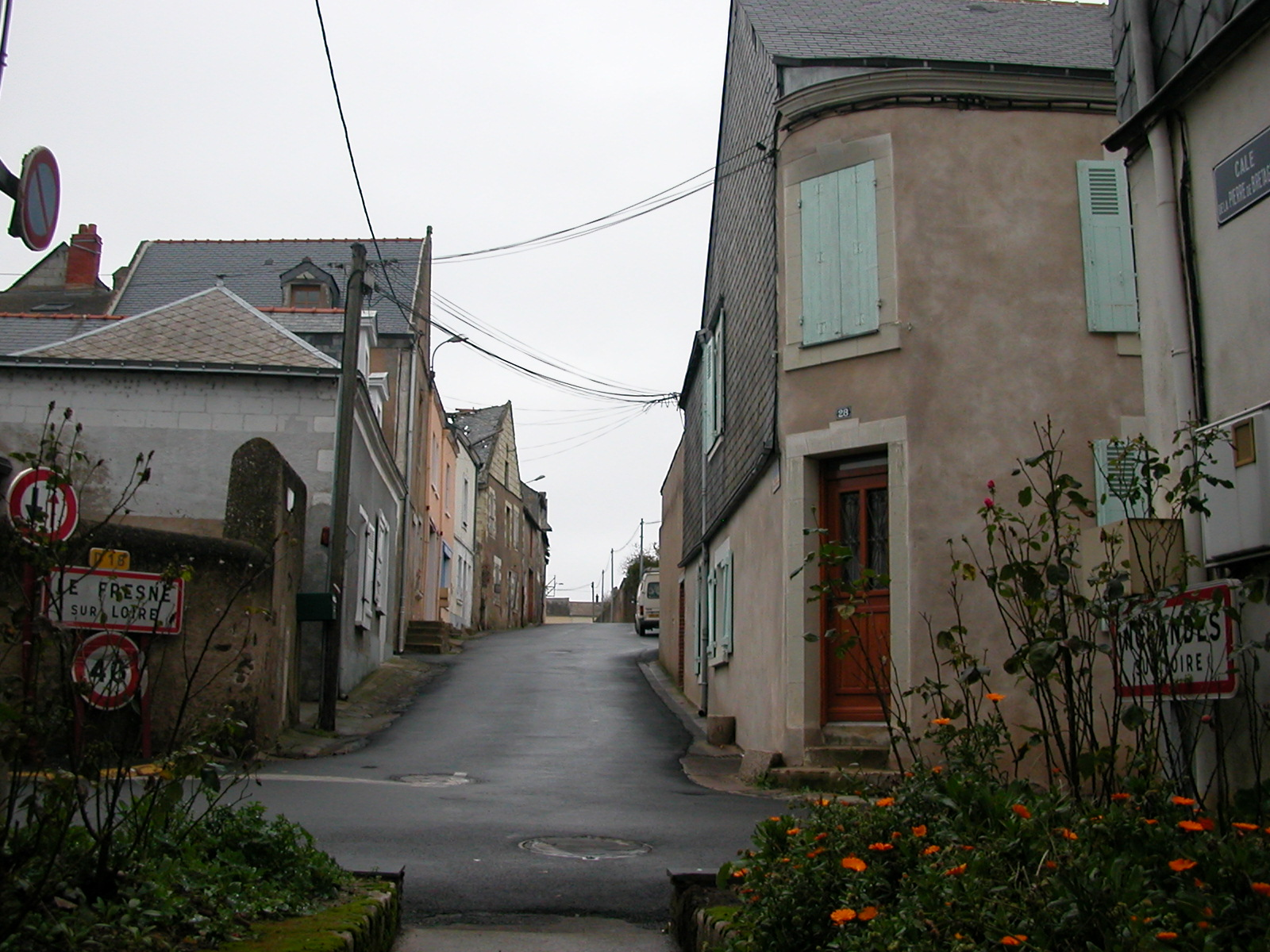
La rue de la Pierre-de-Bretagne, frontière entre la Bretagne et l'Anjou.
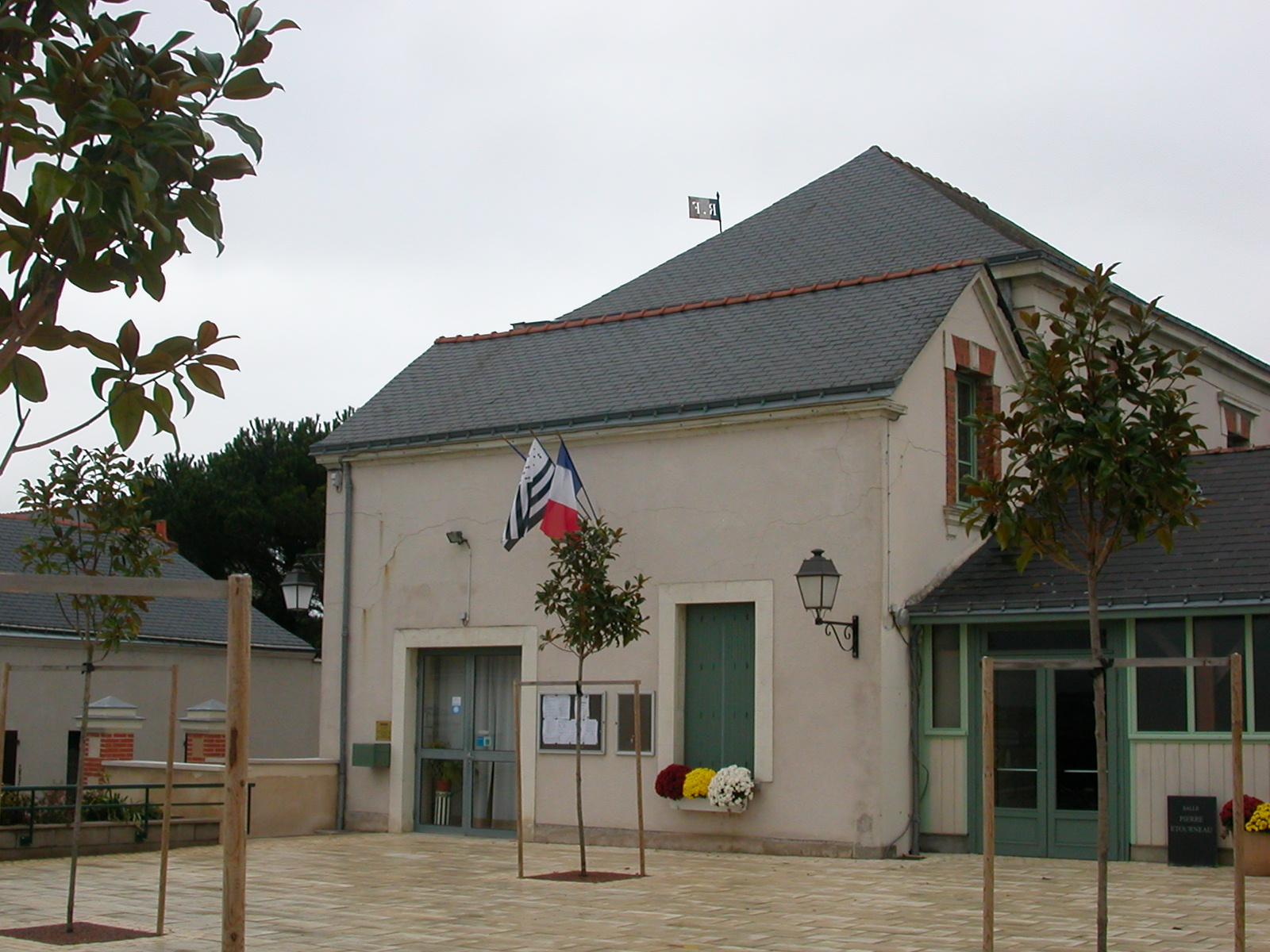
La mairie.
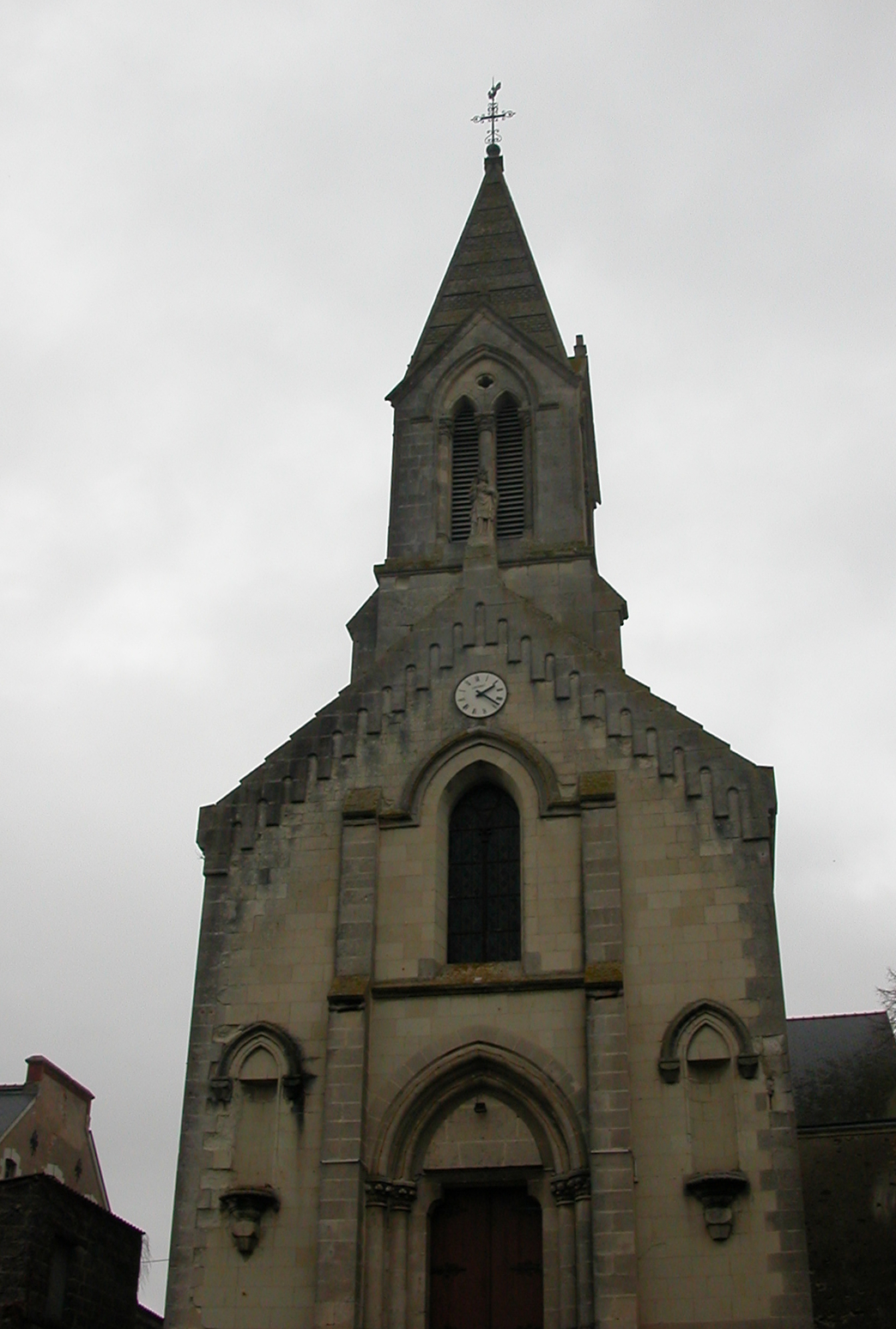
L'église.
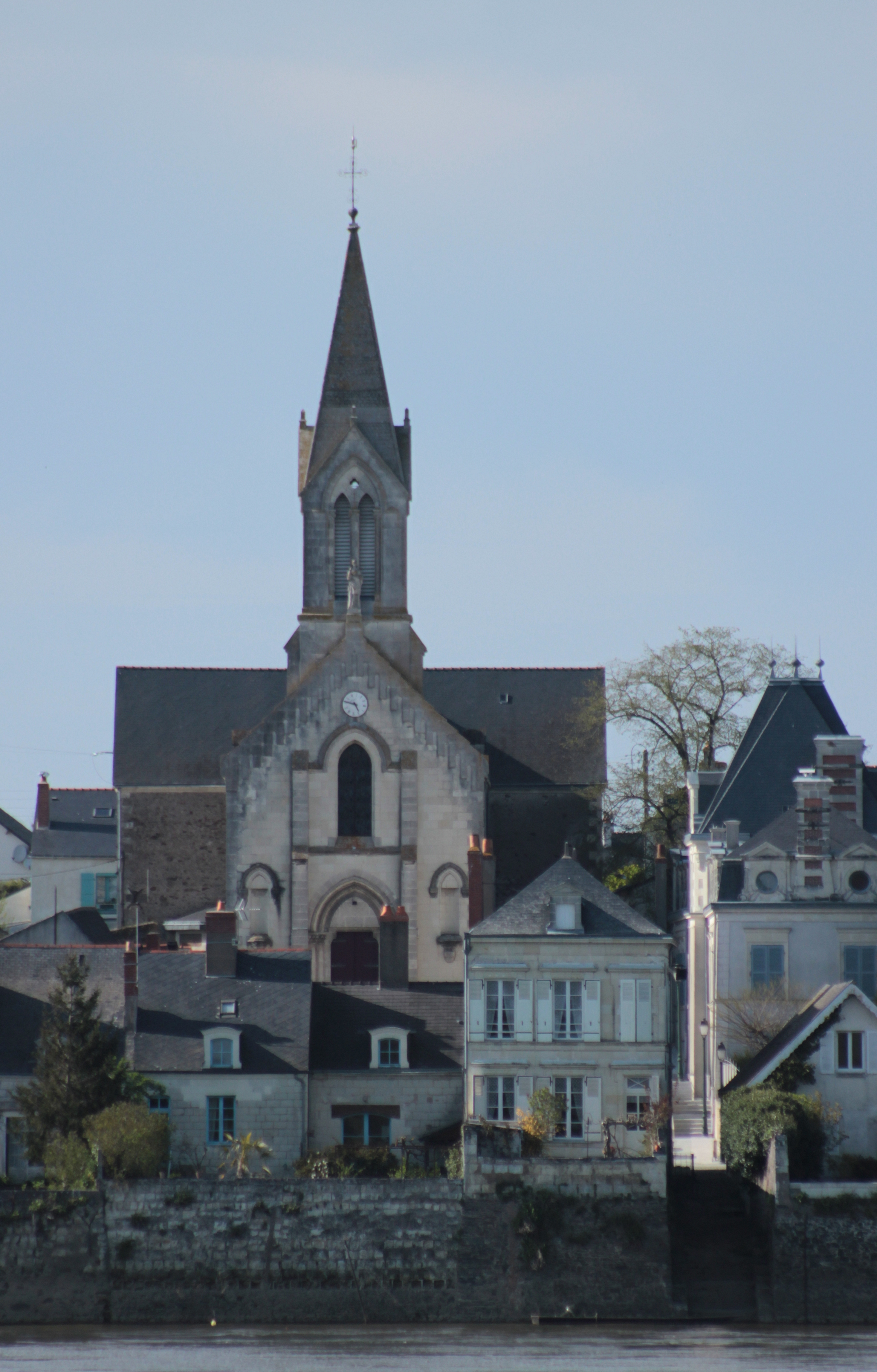
L'église, vue de la rive gauche.
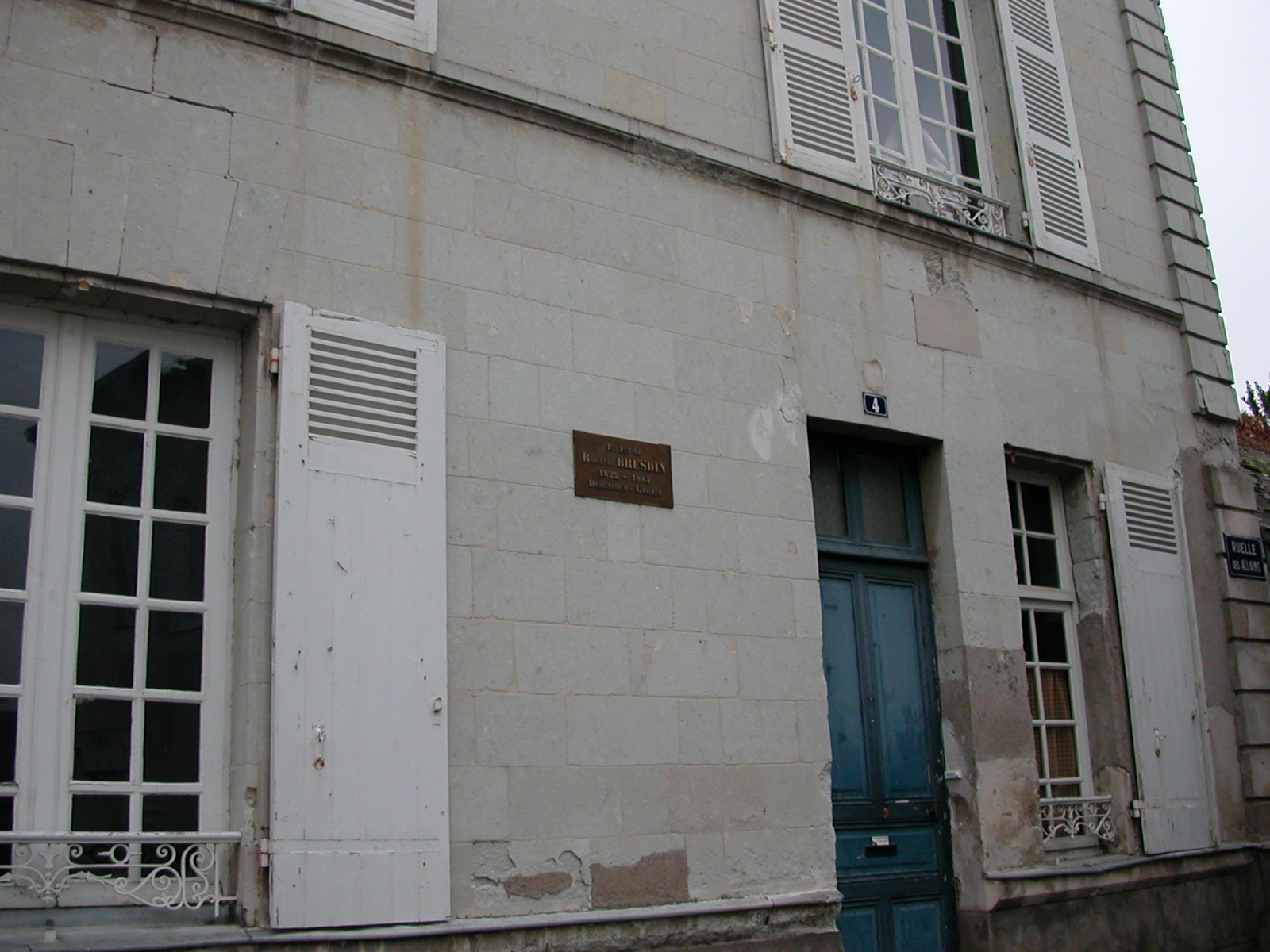
Maison natale de Rodolphe Bresdin.
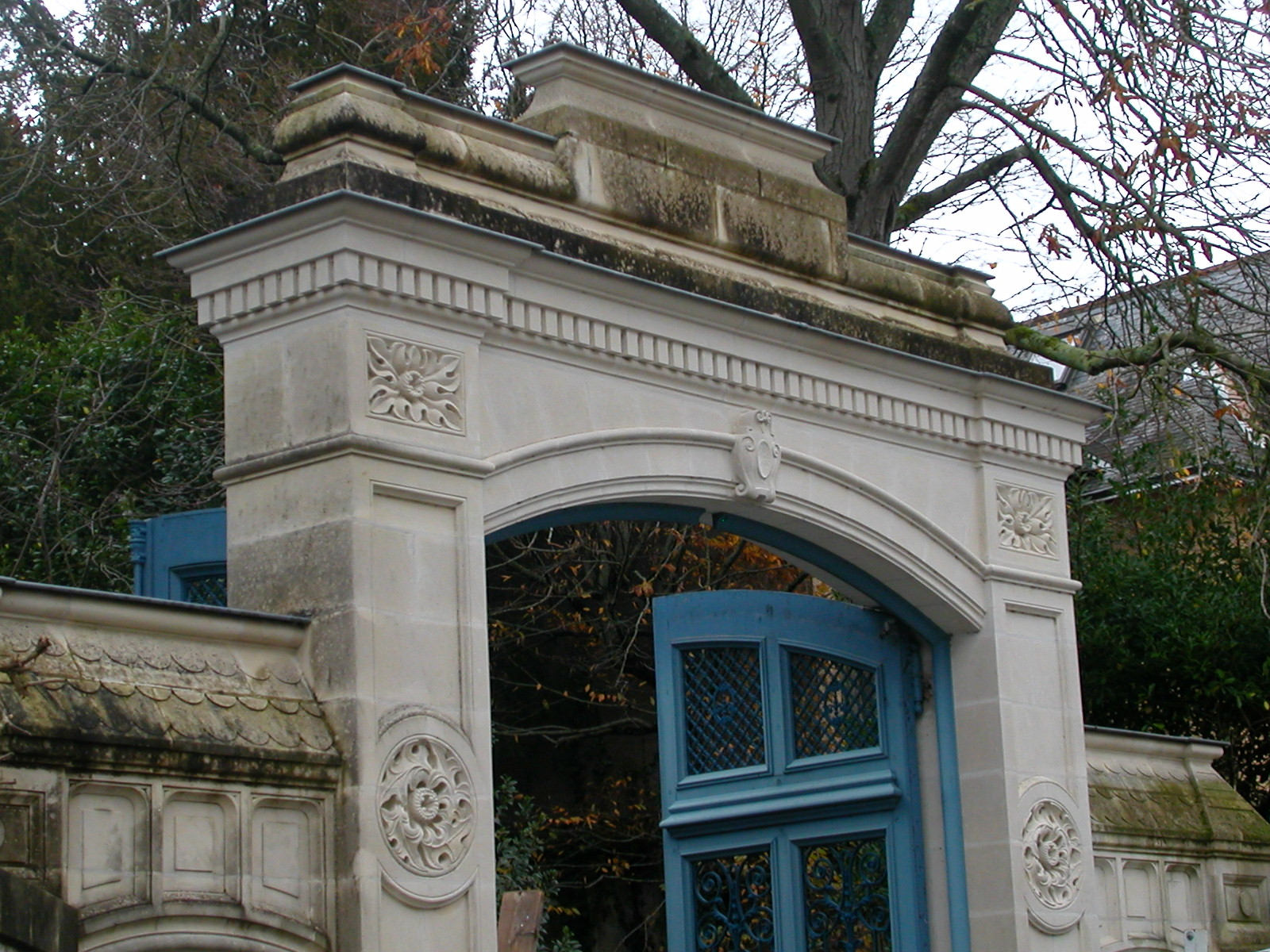
Porche de la « Maison de l'armateur ».
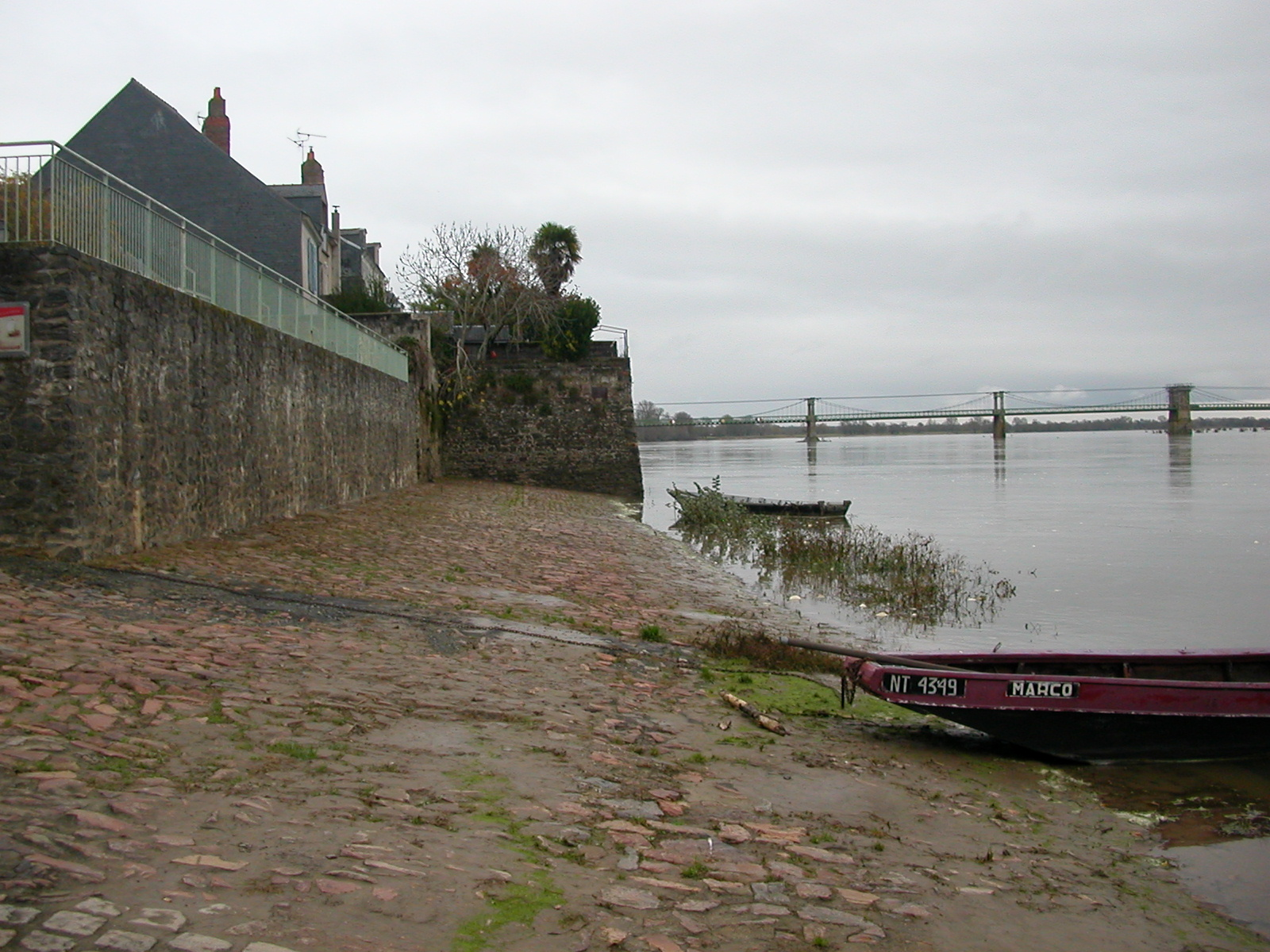
Cale de Port-Matthieu.

### Personnalités liées à la commune
- Rodolphe Bresdin (1822-1885), peintre et graveur né au Fresne-sur-Loire, apprécié de Joris-Karl Huysmans et d'André Breton ; ses œuvres  ont influencé  plusieurs artistes contemporains comme Jacques Moreau, dit Le Maréchal, Roger Langlais, Yves Milet-Desfougères ou Georges Rubel.
- Gabrielle Bossis (1874-1950), actrice, écrivaine et mystique catholique, disciple de Thérèse de Lisieux, auteur de Lui et Moi, série de dialogues avec Jésus, qui serait venu à elle comme une "voix intérieure", qu'elle a retranscrits de 1936 à 1950, peu de temps avant sa mort.

### Héraldique
| Blason | Blasonnement : De sable à un frêne d'argent terrassé du même ; au chef de gueules à la croix aussi d'argent soutenue d'une divise ondée du même, la croix chargée d'une moucheture d'hermine du champ. Commentaires : Armes parlantes (le frêne rappelle le nom de la ville). La moucheture d'hermine évoque le blasonnement d'hermine plain de la Bretagne, rappelant l'appartenance de la ville au duché de Bretagne dont elle est la partie la plus orientale. Blason conçu par Mme Cailleau (délibération municipale du 25 septembre 1987). |